# Vikingshill
Vikingshill är en bebyggelse nordost om Kummelnäs i Nacka kommun. Vikingshill är avstyckat från Velamsund säteri och består av Tegelön, Sommarbo, Rörsunda, Fösan, Rotkärrskogen och Riset. År 1990 klassades Vikingshill av SCB som en småort för att därefter räknas som en del av tätorten Kummelnäs. Velamsunds ägare bildade 1921 ett fastighetsbolag som hette AB Tusculum och började därefter stycka av tomter. 
Från 2015 räknas Vikingshill och Kummelnäs som en del av tätorten Stockholm. Under 1980-talet var tennisspelaren Björn Borg bosatt i Vikingshill.